# Verre et Journal
Verre et Journal est un tableau réalisé par Juan Gris en janvier 1916. Cette huile sur toile est une nature morte cubiste représentant principalement un verre, un journal et une pipe. Partie des collections du musée national d'Art moderne, à Paris, elle se trouve en dépôt au musée d'Art moderne de Céret, à Céret, depuis 1995.

## Expositions
- Le Cubisme, Centre national d'art et de culture Georges-Pompidou, Paris, 2018-2019.